# Gressbanen
Gressbanen är en idrottsplats i Holmen i Vestre Aker i Oslo, vilken används som hemmaplan för norska klubben IF Ready.
Trots namnet handlar det numera om konstgräs. Vintertid spolas en konstfrusen isbana för bandyspel. Rekordpubliksiffran lyder på 17 000 personer, vilka kom den 31 augusti 1919 för att titta på fotboll mellan Norge och Nederländerna. Norska fotbollslandslaget använde Gressbanen som hemmaplanfrån 1919 och fram till Ullevål Stadion invigdes.

### Fotnoter
1. ↑  Henriksen, Petter, red (2007). ”Sportsklubben Ready” (på norska). Store norske leksikon. Oslo: Kunnskapsforlaget. http://www.snl.no/Sportsklubben_Ready. Läst 16 januari 2011.
2. ↑  Stadionsiden.com Arkiverad 17 mars 2012 hämtat från the Wayback Machine.
3. ↑  Andersen, Espen (2007). Det store gjennombruddet. Norges Idrettshøgskole. sid. 384